# دي جاي ستروبري
دي جاي ستروبري (بالإنجليزية: D. J. Strawberry)‏ مواليد 15 يونيو 1985 في نيويورك، هو لاعب كرة سلة أمريكي سابق بدأ مسيرته الاحترافية في سنة 2007 حيث تم اختياره من قبل فريق فينيكس صنز خلال الدرافت وحمل الرقم 8. يبلغ طوله 6 قدم 5 بوصة (2.0 م).

## فرق لعب لها
- فينيكس صنز
- ليتوفوس رايتس

## إحصائيات المسيرة

### الموسم الاعتيادي
| السنة   | الفريق     | لعب | بدأ | دقيقة | ميداني% | ثلاثية | حرة  | ارتداد | صنع | استلاب | تصدي | نقطة |
| ------- | ---------- | --- | --- | ----- | ------- | ------ | ---- | ------ | --- | ------ | ---- | ---- |
| 2007–08 | فينيكس صنز | 33  | 0   | 8.2   | .315    | .240   | .474 | .8     | .9  | .4     | .2   | 2.2  |
| المسيرة |            | 33  | 0   | 8.2   | .315    | .240   | .474 | .8     | .9  | .4     | .1   | 2.2  |

### التصفيات
| السنة   | الفريق     | لعب | بدأ | دقيقة | ميداني% | ثلاثية | حرة  | ارتداد | صنع | استلاب | تصدي | نقطة |
| ------- | ---------- | --- | --- | ----- | ------- | ------ | ---- | ------ | --- | ------ | ---- | ---- |
| 2007–08 | فينيكس صنز | 1   | 0   | 5.0   | .000    | .000   | .000 | 1.0    | .0  | .0     | .0   | .0   |
| المسيرة |            | 1   | 0   | 5.0   | .000    | .000   | .000 | 1.0    | .0  | .0     | .0   | .0   |

## روابط خارجية
- دي جاي ستروبري على موقع الدوري الأوروبي لكرة السلة (الإنجليزية)
- دي جاي ستروبري على موقع إن بي أي (الإنجليزية)
- دي جاي ستروبري على موقع سبورتس رفرنس (الإنجليزية)
- دي جاي ستروبري على موقع الدوري الإسباني لكرة السلة (الإسبانية)
- دي جاي ستروبري على موقع كرة السلة الأوروبية.كوم (الإنجليزية)
- دي جاي ستروبري على موقع كلية كرة السلة في سبورتس رفرنس.كوم (الإنجليزية)
- دي جاي ستروبري على موقع ريلجم (الإنجليزية)
- دي جاي ستروبري على موقع بروبوليرز (الإنجليزية)
- دي جاي ستروبري على موقع سبورتس رفرنس (الإنجليزية)
- دي جاي ستروبري على موقع سبورتس رفرنس (الإنجليزية)